# AFTM
AFTM-systemet (efter den amerikanska organisationen Association of Fishing Tackle Manufacturers) är ett system för att klassa fluglinor. ATFM anger fluglinans vikt på de första 30 foten (9,14 meter). På samma sätt är varje flugspö klassificerat efter en viss AFTMklass för att berätta för användaren vilken linklass som passar till spöet.
När AFTM-systemet tillkom baserades detta på att omkring 9 meter av fluglinan var utanför spöets toppögla vid kastet. Idag har nya tekniker och nya material i främst flugspön medfört att flera variationer av linor och klumpar har blivit möjliga. Viktfördelningen på linorna har förändrats från de dubbeltaperade linorna, och klassningen av linor enligt AFTM kan kännas föråldrad. Flera tillverkare av fluglinor anger numera både längd och vikt på den del av linan som kallas för klump, alltså viktfokuseringen. Nackdelen med ett viktangivet system är att det förutsätter att man alltid kastar med klumpen utanför toppöglan, oavsett klumpens längd, när i själva verket kastningen och fisket sker med allt från en meter lina utanför toppöglan till nästan hela linan.
ATFM-klassningen är en viktenhet på linan. Klassningen på spöet är den linklass som lintillverkaren anser passa bäst med just det spöet och är en rekommendation. Kastar man på korta avstånd, kortare än 9.15m plus tafs, kan det vara passande att gå upp en linklass för att ladda spöet ordentligt.
En DT-lina (dubbeltaperad) har egenskapen att den är ungefär jämntjock hela linan förutom ändarna som är taperade (avsmalnande).
En WF-lina (Weight Forward) har istället egenskapen att den önskade kastvikten är fördelad till ungefär den främre halvan av linan. Linans huvud, där vikten är fokuserad, kan variera från allt mellan 6 och 21 meter, där en huvudlängd på 6–9 meter ofta räknas som kortare, 9–13 meter som allround och allt över 13 som en Longbelly. 
En lina med huvud på längre än AFTM:s mått 9,15 meter får en ökad kastvikt när mer lina än 9,15 meter släpps ut utanför spötoppen. Ett flugspö som är gjort för till exempel linklass 5 klarar av att kasta med både mer och mindre vikt än vad AFTMklassen anger.
Följande vikter brukar anges för de olika AFTM-klasserna (+/- cirka 0,5 gram):
- AFTM 1 = 3,9 gram
- AFTM 2 = 5,2 gram
- AFTM 3 = 6,5 gram
- AFTM 4 = 7,7 gram
- AFTM 5 = 9,1 gram
- AFTM 6 = 10,4 gram
- AFTM 7 = 12,0 gram
- AFTM 8 = 13,6 gram
- AFTM 9 = 15,5 gram
- AFTM 10 = 18,1 gram
- AFTM 11 = 21,4 gram
- AFTM 12 = 24,6 gram